# Liste öffentlicher Bücherschränke im Jerichower Land
Dieser Artikel enthält öffentliche Bücherschränke im Landkreis Jerichower Land und erhebt keinen Anspruch auf Vollständigkeit. Ein öffentlicher Bücherschrank ist ein Schrank oder schrankähnlicher Aufbewahrungsort mit Büchern, der dazu dient, Bücher kostenlos, anonym und ohne jegliche Formalitäten zum Tausch oder zur Mitnahme anzubieten. In der Regel sind die öffentlichen Bücherschränke an allen Tagen im Jahr frei zugänglich. Ist dies nicht der Fall, ist dies in den Listen in der Spalte Anmerkungen vermerkt. Die Aufstellung/Einrichtung von Bücherschränken erfolgt überwiegend auf privater Initiative zum Beispiel durch einzelne Personen oder Vereine.

## Liste
Im Jerichower Land befinden sich nach aktuellem Stand 21 Büchertauschregale. (Stand: 15. Oktober 2024)
| Name                                   | Ort         | Gemeinde   | Ausführung                             | Betreiber                             | Lage                                                | Seit Wann? | Öffnungszeiten                       | Bild |
| -------------------------------------- | ----------- | ---------- | -------------------------------------- | ------------------------------------- | --------------------------------------------------- | ---------- | ------------------------------------ | ---- |
| Bücherzelle Bahnhof Burg               | Burg        | Burg       | Blaue Telefonzelle                     | WoBau Burg                            | Auf dem Bahnhofsvorplatz des Burger Bahnhofs        | 2019       | Immer geöffnet                       |      |
| Bücherzelle in der Gorkistraße         | Burg        | Burg       | Blaue Telefonzelle                     | WoBau Burg                            | In der Gurkistraße                                  | 2019       | Immer geöffnet                       |      |
| Bücherzelle in der Blumenstraße        | Burg        | Burg       | Blaue Telefonzelle                     | WoBau Burg                            | In der Blumenstraße                                 | 2019       | Immer geöffnet                       |      |
| Bücherzelle in der Wilhelm-Kuhr-Straße | Burg        | Burg       | Blaue Telefonzelle                     | WoBau Burg                            | In der Wilhelm-Kuhr-Straße                          | 2019       | Immer geöffnet                       |      |
| Bücherzelle in der Holzstraße          | Burg        | Burg       | Blaue Telefonzelle                     | WoBau Burg                            | In der Holzstraße                                   | 2019       | Immer geöffnet                       |      |
| Bücherzelle in der Bruchstraße         | Burg        | Burg       | Blaue Telefonzelle                     | WoBau Burg                            | In der Bruchstraße                                  | 2019       | Immer geöffnet                       |      |
| Bücherzelle am Markt                   | Burg        | Burg       | Blaue Telefonzelle                     | WoBau Burg                            | Am Burger Markt in der Einfahrt zum Hinterhof       | 2019       | Immer geöffnet                       |      |
| Bücherzelle am SoKuZ                   | Burg        | Burg       | Blaue Telefonzelle                     | WoBau Burg                            | Auf dem Gelände des Soziokulturellen Zentrums       | 2019       | Immer geöffnet                       |      |
| Bücherzelle Burg-Süd                   | Burg        | Burg       | Blaue Telefonzelle                     | WoBau Burg                            | Am Südring in Burg-Süd                              | 2019       | Nach Brandstiftung 2021 geschlossen. |      |
| Bücherregal Marktkauf                  | Burg        | Burg       | Regal                                  | Marktkauf Burg                        | Im Marktkauf Burg                                   | ?          | In den Öffnungszeiten des Marktkaufs |      |
| Bücherzelle Gütter                     | Gütter      | Burg       | Telefonzelle                           | ?                                     | In der Wendeschleife am Ende der Dorfstraße         | ?          | Immer geöffnet                       |      |
| Bücherschrank Detershagen              | Detershagen | Burg       | Großes Regal aus alten Fenstern        | ?                                     | Am Gemeindezentrum Detershagen                      | ?          | Immer geöffnet                       |      |
| Bücherregal Detershagen                | Detershagen | Burg       | Kleines Regal                          | ?                                     | Auf der Ecke Breite Straße und Neue Gartenstraße    | ?          | Immer geöffnet                       |      |
| Bücherzelle Niegripp                   | Niegripp    | Burg       | Mit Mohnblumen gestaltete Telefonzelle | Heimatverein Niegripp Stadtwerke Burg | Am alten Konsum in der Kirchstraße                  | 2020       | Immer geöffnet                       |      |
| Bücherzelle Schartau                   | Schartau    | Burg       | Grüne Telefonzelle                     | Stadtwerke Burg                       | „Am Stein“                                          | 2022       | Immer geöffnet                       |      |
| Bücherzelle Parchau                    | Parchau     | Burg       | Grüne Telefonzelle                     | Stadtwerke Burg                       | Am Sportplatz in der Kleinen Schulstraße            | 2022       | Immer geöffnet                       |      |
| Bücherschrank Büden                    | Büden       | Möckern    | Schrank                                | ?                                     | Am Spielplatz Büden                                 | ?          | Immer geöffnet                       |      |
| Bücherecke in der Heimathenne          | Hohenwarthe | Möser      | Tischecke in altem Planwagen           | Heimathenne Hohenwarthe               | An der Ortseinfahrt L52 Ecke Möserstraße            | ?          | Täglich: 06:00 – 22:00 Uhr           |      |
| Bücherzelle Güsen                      | Güsen       | Elbe-Parey | Blaue Telefonzelle                     | ?                                     | An der Straße der Deutsch-Sovietischen-Freundschaft | ?          | Immer geöffnet                       |      |
| Bücherzelle Gommern                    | Gommern     | Gommern    | Grüne Telefonzelle                     | Stadtwerke Burg                       | Auf dem Steinhauerplatz                             | 2022       | Immer geöffnet                       |      |
| Bücherecke in der Schlosskirche        | Dornburg    | Gommern    | Regal                                  | Schlosskirche Dornburg                | Im Obergeschoss der Schlosskirche Dornburg          | ?          | ?                                    |      |
| Bücherschrank St.-Petri-Kirche         | Leitzkau    | Gommern    | Schrank                                | St.-Petri-Kirche                      | Am Eingang rechts                                   | ?          | ?                                    |      |